# Джинджарадзе, Гули Османовна
Гули Османовна Джинджарадзе, другой вариант фамилии — Джинчарадзе (1920 год, село Бобоквати, Кобулетский район, АССР Аджаристан, ССР Грузия — неизвестно, село Бобоквати, Кобулетский район, Аджарская АССР, Грузинская ССР) — колхозница колхоза имени Молотова Кобулетского района, Аджарская АССР, Грузинская ССР. Герой Социалистического Труда (1949). Депутат Верховного Совета Грузинской ССР 3-го и 4-го созывов.
Младшая сестра Героя Социалистического Труда Теврада Османовича Джинчарадзе и родная тётя Героя Социалистического Труда Маквалы Тевратовны Джинчарадзе.

## Биография
Родилась в 1920 году в крестьянской семье в селе Бобоквати Кобулетского района (сегодня — Кобулетский муниципалитет). Окончила местную неполную среднюю школу. Трудовую деятельность начала в 1933 году на чайной плантации в колхозе имени Молотова (с 1956 года — колхоз села Бобоквати) Кобулетского района. В 1940 году вместе с семьёй переехала в село Орбабатум, где трудилась рядовой колхозницей в колхозе имени Сталина Батумского района. С 1944 года — член ВКП(б). В 1946 году возвратилась в родное село Бобоквати, где продолжила трудиться чаеводом в колхозе имени Молотова Кобулетского района.
В 1948 году собрала 7835 килограмм сортового зелёного чайного листа на участке площадью 0,5 гектара. Указом Президиума Верховного Совета СССР от 29 августа 1949 года удостоена звания Героя Социалистического Труда за «получение высоких урожаев сортового зелёного чайного листа и цитрусовых плодов в 1948 году» с вручением ордена Ленина и золотой медали «Серп и Молот» (№ 4639).
Этим же указом звания Героя Социалистического Труда были награждены звеньевые Мамуд Джемалович Гогитидзе, Наргула Скендеровна Махарадзе, колхозницы Айше Кемаловна Гогитидзе, Вардо Мурадовна Концелидзе, Назико Джемаловна Концелидзе, Бедрие Османовна Махадзе, Кевсер Хасановна Шамилишвили и колхозник Джемал Мемедович Георгадзе.
За выдающиеся трудовые достижения по итогам работы в 1949 году была награждена вторым Орденом Ленина.
Избиралась депутатом Верховного Совета Грузинской ССР 3-го и 4-го созывов (1951—1959).
После выхода на пенсию проживала в родном селе Бобоквати. Дата смерти не установлена.
Награды
- Герой Социалистического Труда
- Орден Ленина — дважды (1949; 19.07.1950)